# ハットン・ヨーダー
ハットン・ヨーダーJr.（Hatton Schuyler Yoder Jr.、1921年 - 2003年8月2日）は、アメリカ合衆国の岩石学者である。 
第二次世界大戦中に気象観測に従事することから科学の世界に入った。1949年にシカゴ大学を卒業し、その後マサチューセッツ工科大学で博士号をえた。1948年からカーネギー地球物理学研究所で働いた。
火成岩の生成の物理化学的研究などの、高圧、高温下での研究を行う、実験岩石学のパイオニアである。

## 受賞歴
- 1962年: アーサー・L・デイ・メダル（アメリカ地質学会）
- 1972年: アーサー・L・デイ賞（全米科学アカデミー）
- 1979年: ウォラストン・メダル（ロンドン地質学会）
- 1992年: ローブリング・メダル（米国鉱物学会）